# Joaquín María Ferrer Cafranga

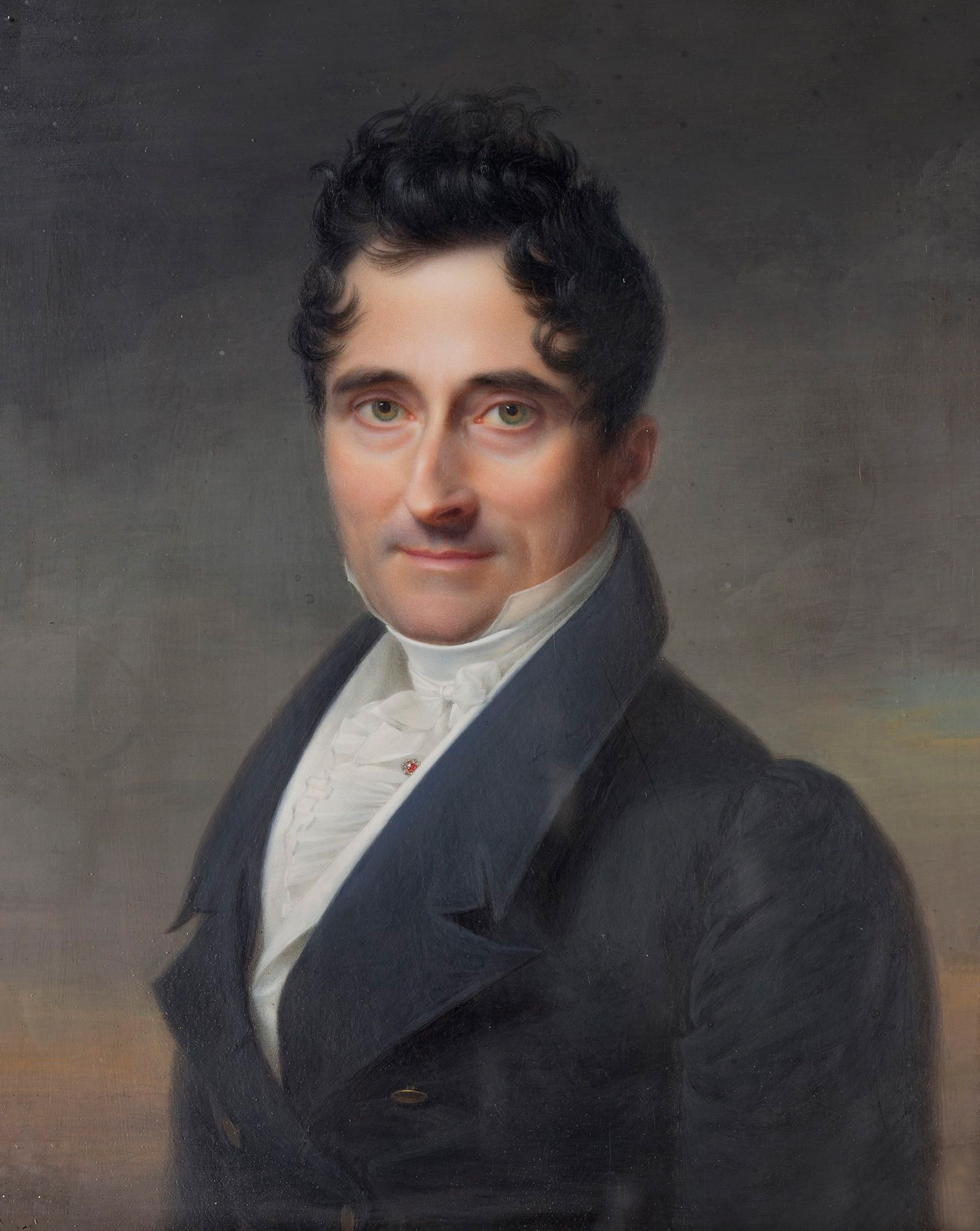
Joaquín María Ferrer Cafranga

Joaquín María Ferrer y Cafranga (* 8. Dezember 1777 in Pasajes de San Pedro; † 30. September 1861 in Santa Águeda (Gipuzkoa)) war ein spanischer Politiker, Schriftsteller und Ministerpräsident Spaniens (Presidente del Gobierno).

## Biografie

### Revolution von 1820 und Herrschaft von Ferdinand VII.
Nach der Schulausbildung absolvierte er eine militärische Laufbahn, in deren Verlauf er von 1811 bis 1815 einen Einsatz als Hauptmann (Capitán) in Peru absolvierte. Er diente als Hauptmann in der Armee des sogenannten Fußvolks (Infanterie), verdiente sich den Orden Karls III. in der Dekoration als Ritter und war Mitglied der katholischen Staffel.
Nach seiner Rückkehr wurde er nach der Revolution vom Januar 1820 und der darauf folgenden liberalen Periode (Triennio Liberal) im Jahr 1822 zum Abgeordneten des Parlaments (Congreso de los Diputados) gewählt, wo er bis 1823 die Interessen des Wahlkreises von Guipúzcoa vertrat. Während dieser Zeit war er von Mai bis Juni 1823 zugleich Parlamentspräsident.
Nach der französischen Invasion in Spanien und der erneuten Machtübernahme des absolutistischen Königs Ferdinand VII. 1823 ging er ins Exil nach England und später nach Frankreich.

### Herrschaft von Isabella II., Ministerpräsident und letzte Lebensjahre
Nach seiner Rückkehr nach Spanien wurde er am 30. Juni 1834 erneut zum Abgeordneten des Parlaments gewählt, wo er wiederum bis zum 24. Juli 1839 Vertreter des Wahlkreises von Guipúzcoa war. Am 14. August 1836 wurde er zum Schatzminister (Ministro de Hacienda) in das Kabinett von José María Calatrava berufen, dem er jedoch nur bis zum 9. September 1836 angehörte. Im Januar 1837 war er erneut als Parlamentspräsident tätig. In diesen unruhigen Zeiten wurde unter anderem die Verteidigungsjunta von Bilbao beschlossen. Am 4. Oktober 1837 wurde er daneben zum Senator gewählt, wo er zunächst die Provinz Guipúzcoa vertrat.
Nach der Absetzung der für die minderjährige Königin Isabella II. amtierenden Regentin Maria Christina von Sizilien und der zunehmenden Machtstärkung des Generals Baldomero Espartero gehörte er vom 2. bis zum 16. September 1840 bereits dem Provisorischen Regierungsrat (Junta Provisional de Gobierno) an. Nachdem Espartero am 16. September 1840 schließlich selbst Ministerpräsident wurde, wurde er zum Stellvertretenden Ministerpräsidenten sowie Außenminister (Ministro de Estado) ernannt. Darüber hinaus wurde er später vom 6. März bis 10. Mai 1841 erneut amtierender Schatzminister. Zu Espartero hatte er nicht nur wegen seiner Nähe zur Progressiven Partei (Partido Progresista) enge Beziehungen. Am 12. Februar 1841 erfolgte außerdem auch seine Wahl zum Senator als Vertreter der Provinz Navarra.
Am 10. Mai 1841 wurde er als Nachfolger von Espartero Ministerpräsident Spaniens (Presidente del Gobierno). Allerdings war der Bestand seiner Regierung nur von kurzer Dauer, denn bereits am 20. Mai 1841 folgte ihm der frühere Ministerpräsident Antonio González González im Amt nach. Während seiner zehntägigen Amtszeit war er außerdem wieder Außen- und Schatzminister.
Nach der Entmachtung Esparteros wurde er wegen seiner politischen Verdienste am 21. April 1847 zum Senator auf Lebenszeit (Senador Vitalicio) ernannt. Zeitweise war er auch als Senatspräsident tätig sowie wegen seiner Erfahrungen Unterhändler bei diplomatischen Missionen und Verhandlungen zu internationalen Handelsbeziehungen.

## Veröffentlichungen (Auswahl)
- Historia de la Monja Alférez Dña, Escrita por ella misma e ilustrada con notas y documentos por Joaquín María de Ferrer, Paris, 1829
- El Ingenioso Hidalgo Don Quixote de la Mancha, ect. en miniatura por Don Joaquín María Ferrer, Paris, 1832.

### Belege
1. ↑  Obersten v. Schepeler: Die Nonne-Fähnrich oder Geschichte der Catalina de Erauso – von ihr selbst geschrieben. Herausgegeben von Joaquin de Ferrer und ins Deutsche übersetzt. Mayer, Aachen und Leipzig 1830, S. XVI.
2. ↑  Liste der Parlamentsabgeordneten 1810 bis 1977
3. ↑  Amtszeiten als Parlamentspräsident
4. ↑  Liste der Schatzminister (Memento vom 14. Dezember 2009 im Internet Archive)
5. ↑  Manifiesto de la Diputación y Junta de Defensa de Bilbao
6. ↑  The Senate between 1834 and 1923 – Senators, abgerufen am 7. Juni 2017.
7. ↑  Liste der Außenminister (Memento vom 14. Dezember 2009 im Internet Archive)

| Vorgänger           | Amt                             | Nachfolger                |
| ------------------- | ------------------------------- | ------------------------- |
| Baldomero Espartero | Ministerpräsident Spaniens 1841 | Antonio González González |

| Personendaten    | Personendaten                                         |
| ---------------- | ----------------------------------------------------- |
| NAME             | Ferrer Cafranga, Joaquín María                        |
| ALTERNATIVNAMEN  | Ferrer y Cafranga, Joaquín María (vollständiger Name) |
| KURZBESCHREIBUNG | Ministerpräsident von Spanien                         |
| GEBURTSDATUM     | 8. Dezember 1777                                      |
| GEBURTSORT       | Pasajes de San Pedro                                  |
| STERBEDATUM      | 30. September 1861                                    |
| STERBEORT        | Santa Àgueda (Gipuzkoa)                               |